# Sociedade Filarmónica de Louriçal do Campo
A Sociedade Filarmónica de Louriçal do Campo é uma banda filarmónica sediada na freguesia de Louriçal do Campo, do Município e do Distrito de Castelo Branco, fundada em 1938 para implementar uma cultura musical e gosto pela música como atividade de lazer na freguesia.

## Historial
A Sociedade Filarmónica de Louriçal do Campo, foi fundada em 1938 por uma comissão constituída pelos Senhores Dr. José Ramos Preto, Professor Joaquim Antunes e outros.
A ideia para a criação desta Sociedade foi do Mestre Manuel Marmelo, aposentado dos Serviços Tutelares de Menores, desde logo apoiado pela referida Comissão e também por todos os louriçalenses.
A Filarmónica começou com catorze figuras, vindo a aumentar gradualmente atingindo o número de quarenta e cinco elementos.
Depois de realizar um belo trabalho e dada a sua avançada idade, o Mestre Manuel Marmelo passou a batuta ao seu filho António Marmelo, que se manteve muitos anos à frente da Filarmónica, tendo havido altos e baixos, atravessando várias crises tanto financeiras como na falta de executantes.
Em 1970 nova crise se abate sobre a Filarmónica, esta considerada bastante grave, altura em que foi convidado para seu Mestre o Sr. Joaquim Cabral que exercia funções no Instituto de Tutelares de Menores desta freguesia como Professor de Música e Maestro da Banda de S. Fiel, tendo conseguido introduzir sangue novo, e reunido 35 figuras incluindo elementos do sexo feminino, adquiriu-se novo instrumental, sendo nessa data a direcção constituída pelos Senhores José Tavares Sequeira, Manuel Fernandes Santiago e António Leitão Vaz.
De 1986 a 1991 a Sociedade passou por várias crises tanto humanas como financeiras tendo estado à beira de encerrar as portas, o que não aconteceu.
Em 1992 para tentar debelar a crise que se tinha instalado na Sociedade foi empossada nova Direcção constituída pelos Senhores Joaquim Valente Martins, José Ramos Lucas e Virgílio da Silva Carvalho.
Em 1993 com a colaboração da ADRACES, Câmara Municipal de Castelo Branco e Junta de Freguesia de Louriçal do Campo, foi renovado todo o seu instrumental, fardamento e feitas obras de conservação na sua Sede Social.
A Sociedade Filarmónica de Louriçal do Campo tem percorrido o País de Norte a Sul com predominância para o Distrito de Castelo Branco, onde tem abrilhantado inúmeras festas, representando a sua Freguesia e o seu Município através de um repertório musical diversificado, na sua maioria da autoria do seu Regente Joaquim Cabral, adequado a cada actuação destacando-se os seguintes eventos:
- Em 1988 foi comemorado o cinquentenário da Filarmónica com a presença das Bandas de Amarelos, Idanha-a-Nova, Silvares e Riachos

- Em 04/12/92 foi prestada uma justa homenagem ao Mestre Joaquim Cabral, pela dedicação a esta Filarmónica sendo descerrada uma lápide no salão da Sociedade Filarmónica.

- Em 1993 participa na Feira Tradicional de Cuba (Alentejo) com um concerto.

- Em 1994 participa na Feira Raiana em Cória (Espanha) com um concerto.

- Em 27/06/97 participa com um concerto na 1ª Feira das Actividades Económicas e Tradicionais de Cooperação Transfonteiriça em Vila Velha de Ródão.

- Em 27/10/01 organiza um convívio de Bandas do Concelho de Castelo Branco com a presença de todas as Bandas (Louriçal do Campo, S. Vicente, Retaxo e Tinalhas).

- Em 2004 colabora na formação da Federação Regional de Bandas Filarmónicas do Distrito de Castelo Branco, sendo o sócio efectivo nº 2.

- Em 08/12/04 participa com desfile e concerto no Centro Cultural Raiano de Idanha-a-Nova nos 116 anos da Filarmónica Idanhense.

- No dia 08-07-06 foi oficialmente inaugurado na sua sede social o posto publico de internet, gratuito.

- Em 2010 participou em dois concertos em Saint-Patrice (França), sendo um deles com a banda Benais, integrado nas comemorações do 5º aniversário da geminação de Louriçal do Campo com Saint-Patrice.

Em 2011, por forma de homenagem foi dado o nome do maestro Joaquim Cabral à sede social da filarmónica, passando a ter o nome de "Casa da Música Joaquim Cabral", ele que se aposentou devido à idade avançada para reger a banda e poder acompanhar no bom desempenho nos serviços musicais prestados, assumiu assim a regência o maestro Rui Sousa, natural dos Açores, que esteve ao serviço da banda até 20 de Janeiro de 2013.
A 18 de Maio de 2013, a Maestrina Ana Filipa Terra juntou-se à Filarmónica de Louriçal do Campo, vindo a assumir o cargo de regente da banda, dando uma visão renovada à banda e ao seu repertório, e mais tarde, ingressou também na lecionação de formação musical.
A Sociedade Filarmónica de Louriçal do Campo tem abrilhantado inúmeras festas, representando a sua freguesia e o seu município pelo continente de norte a sul, com predominância para o Distrito de Castelo Branco, mas também em Saint-Patrice na França, e mais recentemente em 2014 nas Festas de Santa Maria Madalena, na Ilha do Pico, Açores.
Em 2017, é eleita uma nova direção constituída maioritariamente por jovens, com novas ideias e com vontade de realizar novos projetos. Tendo até ao momento, angariado novos associados, reformulando a escola de música e obtendo a novos aprendizes. Entre outros, pretende a aproximação e participação dos sócios e ex-músicos nas atividades desta coletividade.
No final de 2018 entrou em funções um novo regente, o maestro Cláudio Pereira que veio dar continuidade ao trabalho que vinha sendo feito.
Em 2019 participa pela primeira vez no Desfile Nacional de Bandas Filarmónicas, inserido nas cerimónias da comemorarão do 1º de Dezembro.
Em 2023 inicia funções o novo regente, Pedro Ladeira.
A Sociedade Filarmónica de Louriçal do Campo mantém uma Escola de Música gratuita, e
tem neste momento cerca de 25 executantes com idades compreendidas entre os 10 e os 70 anos, sendo a sua maioria composta por estudantes e trabalhadores naturais desta freguesia e de outras limítrofes.